# رادوسلاف کوواچ
رادوسلاف کوواچ (انگلیسی: Radoslav Kováč؛ زادهٔ ۲۷ نوامبر ۱۹۷۹) یک بازیکن فوتبال اهل جمهوری چک است.
وی همچنین در تیم ملی فوتبال جمهوری چک بازی کرده است.